# Steve Harper
"I hadn't played for a while ... you're walking along shaking hands and you're thinking 'That's Pavel Nedvěd and that's Alessandro Del Piero' and there's the Champions League music blaring."

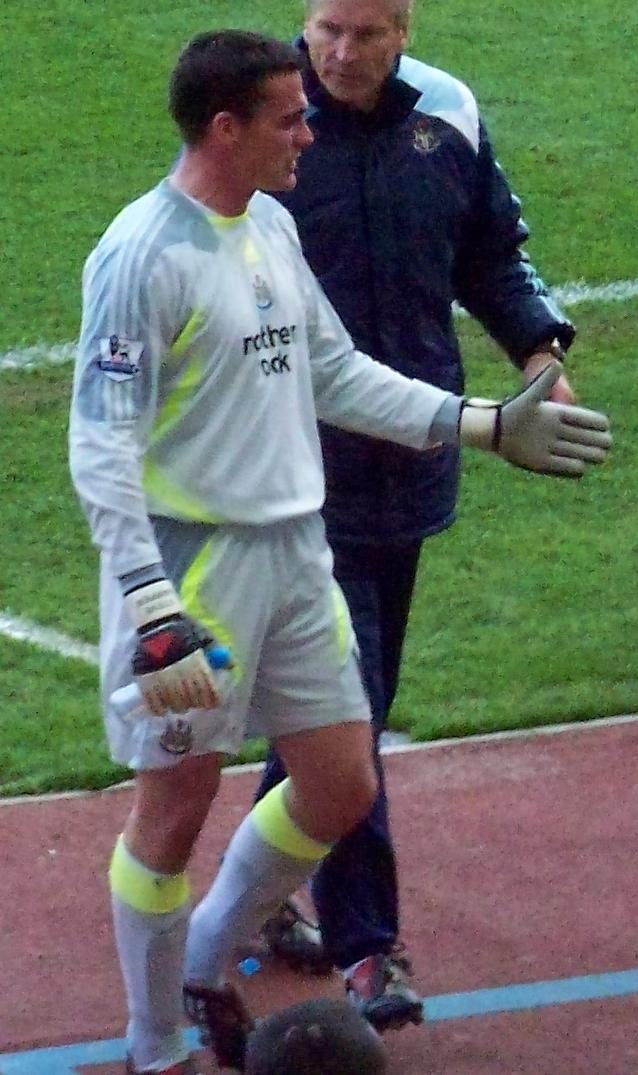
Harper vào tháng 4 năm 2008

Stephen Alan "Steve" Harper (sinh ngày 14 tháng 3 năm 1975) là một cầu thủ bóng đá Anh đã giải nghệ, vị trí cuối cùng ông tham gia là thủ môn cho câu lạc bộ ngoại hạng Anh Newcastle United. Ông đã 157 lần khoác áo Newcastle tại giải vô địch quốc gia.

## Tiểu sử

### Thời thơ ấu
Harper lớn lên tại Easington, County Durham bắt đầu tập luyện bóng đá tại East Durham College. Anh ấy thích bóng đá từ nhỏ và xem thủ môn Bruce Grobbelaar là thần tượng.

### Sự nghiệp
Năm 1993 anh ký hợp đồng với Newcastle United từ câu lạc bộ địa phương Seaham Red Star.
Sau khi tới Newcastle, anh là thủ môn dự bị cho Pavel Srníček, tiếp đó là Shaka Hislop và Shay Given; anh được cho mượn tới các câu lạc bộ Bradford City, Gateshead, Stockport County, Hartlepool United andvà Huddersfield Town trước khi góp mặt trong đội hình chính ở nửa trận gặp Wimbledon vào năm 1998.
Nhiều lần, Harper đã gần như thay thế được Given, đáng chú ý là vào mùa giải 1998–1999. Harper đã chơi trong trận chung kết FA Cup 1999, khi Newcastle đang bị MU dẫn trước 2–0. Huấn luyện viên Ruud Gullit đã cho thấy Harper là lựa chọn tốt hơn Shay Given vào thời điểm đó. Tuy nhiên khi bắt đầu mùa giải 1999–2000, Gullit từ chức và Harper trở lại vị trí thủ môn dự bị, mặc dù vậy, anh vẫn góp mặt ở đội hình chính khi Given bị chấn thương. Khi Given quay trở lại sau chấn thương, Harper quay trở lại với vị trí thủ môn dự bị.
Năm 2002 anh thường xuyên xuất hiện trong các trận đấu tại UEFA Champions League, đáng chú ý nhất là trận đấu với Juventus tại sân St James' Park và Harper đã giữ sạch lưới giúp đội nhà giành chiến thắng 1–0 trước nhà vô địch Italia. Chiến thắng đã giúp Newcastle vượt qua vòng bảng. Harper đã muốn ra đi khi không thường xuyên được góp mặt ở đội hình chính (giống như Given đã làm khi Gullit không đưa anh vào đội hình chính). Anh đã được liên hệ bởi các câu lạc bộ West Bromwich Albion, Celtic, Watford, Rangers, và Liverpool trong suốt thời gian ở Newcastle, mặc dù vậy không lời đề nghị nào thành hiện thực.
Một lần nữa anh bày tỏ mong muốn được góp mặt trong đội hình chính vào 06/2006, một hành động mà sau đó HLV Glenn Roeder đã phải nỗ lực thuyết phục Harper ở lại với câu lạc bộ. Với đề nghị này, CLB đã ký một hợp đồng mới để giữ chân anh ở St James' Park cho đến 06/2009. Chấn thương của Given đầu mùa giải 2006-07 tạo cho Harper một cơ hội để chứng minh giá trị của mình trong đội hình chính. Tuy nhiên, anh đã không có một khởi đầu tốt nhất khi chơi trong đội hình chính, Newcastle thua 2-0 trước Liverpool vào ngày 20/09/2006 khi Harper bắt đầu trận đấu đầu tiên sau 15 tháng, một pha lốp bóng từ 65m của Xabi Alonso, Harper đã trượt chân trong khi cố gắng lùi lại để bắt bóng, tuy nhiên anh đã ngăn chặn được. Mặc dù gặp thất bại này, Harper đã cho thấy một số màn trình diễn tuyệt vời trong mùa giải. Như trận gặp Manchester City vào đầu tháng 11, anh đã cứu được nhiều bàn thua trông thấy. Harper cũng có cơ hội vào đội một sau khi Given bị chấn thương lần thứ ba tại mùa giải đó, nổi bật nhất là khi giữ sạch lưới chống Chelsea, điều này chỉ có hai thủ môn khác làm được trong mùa giải đó. Đây là mùa giải đầu tiên Harper được chơi liên tục kể từ năm 2001.
26/07/2007, Harper đã vào sân thay người trong một trận giao hữu gặp Celtic và chơi như một tiền đạo. Harper tiếp tục là thủ môn chính của Newcastle khi bắt đầu mùa giải 2007-08, mùa được dẫn dắt bởi HLV mới Sam Allardyce. Given vật lộn với chấn thương háng và tân binh Tim Krul được cho mượn tại Falkirk, Harper bắt đầu trong sáu trận đầu tiên, giữ sạch lưới hai trận. Tuy nhiên, anh bị mất vị trí của mình một lần nữa khi Given quay trở lại, mặc dù vậy Given lại gặp một chấn thương khác ở cuối mùa giải cho phép Harper tiếp tục xuất hiện tại đội hình chính dưới thời HLV mới, chính là Kevin Keegan người đầu tiên đã đưa anh đến Newcastle. Sau một loạt các trận đấu tốt, Harper một lần nữa muốn chuyển tới CLB khác. Liverpool tỏ ý muốn ký hợp đồng với anh để làm phương án dự bị cho thủ môn Pepe Reina. Keegan đã phản ứng với việc này bằng cách nói rõ ý định của mình để giữ lại Harper.
Harper ký hợp đồng mới vào 01/2009, giữ anh ở Newcastle cho đến năm 2012, năm thứ 19 của mình tại câu lạc bộ. Cũng trong kỳ chuyển nhượng này, Given chuyển đến Manchester City, nâng cao vị trí của Harper trong câu lạc bộ và do đó sau gần 16 năm, Harper cuối cùng cũng là thủ môn số 1 ở tuổi 33. Harper đáp trả niềm tin của HLV bằng cách thi đấu ở đẳng cấp thế giới, cản phá rất nhiều và là thủ môn tốt nhất ở giải vô địch, giữ kỷ lục 21 trận sạch lưới trong 37 trận và chỉ để thủng lưới 35 bàn, ít hơn mục tiêu đã đặt ra.
Harper có trận thứ 50 liên tiếp khi góp mặt ở đội hình chính ở trận đấu vào ngày 06/03/2010 trong chiến thắng 6-1 trước Barnsley. Đây là lần góp mặt ở đội hình chính lâu nhất trong toàn bộ sự nghiệp của anh.
23/03/2010, Harper lập kỷ lục giữ sạch lưới 19 trận sau khi đánh bại Doncaster Rovers 1-0 tại Keepmoat Stadium, phá vỡ kỷ lục giữ sạch lưới của câu lạc bộ đã lập từ lần cuối Newcastle được thăng hạng vào mùa giải 1992-1993. Harper cho rằng danh hiệu này là điểm cao nhất của sự nghiệp của mình.
Vào ngày 18/09/2010, Harper gặp chấn thương trong một pha tranh chấp với Jermaine Beckford trong chiến thắng 1-0 tại Everton, anh được thay ra ngay trong hiệp một. Vào 22/09 bác sĩ xác nhận anh sẽ phải nghỉ thi đấu ít nhất 3 tháng. Cuối tháng 10/2010, Chris Hughton nói Harper có thể trở lại trong ít nhất là 3 tuần, sau khi đã "hồi phục rất tốt" và nói rằng anh sẽ trở lại trong "tình trạng tốt". Harper trở lại tập luyện trong tháng 12/2010 và trở lại thi đấu trên băng ghế dự bị dưới thời HLV mới Alan Pardew trong trận đấu đánh bại Liverpool 3-1. Thủ môn trẻ Tim Krul giữ vị trí của anh trong trận thua 2-0 trước Tottenham Hotspur vào ngày 28/12. Harper trở lại là sự lựa chọn thủ môn số 1 chống lại Wigan Athletic FC trong chiến thắng 1-0. Harper duy trì vị trí của mình trong suốt hai tháng đầu năm. Trong mùa giải 2011-12, Harper một lần nữa mất vị trí của mình vào tay Tim Krul và thậm chí không có trong đội hình thi đấu.
Vào ngày 24/102011, Harper đã tham gia Football League Championship trong đội hình Brighton & Hove Albion dưới dạng cho mượn trong một tháng, trận đấu ra mắt là trận thua 1-0 trước West Ham United..
Trong mùa hè trước mùa giải 2012-13, Tim Krul được nhận chiếc áo số 1, chiếc áo trước đây của Harper. Harper đổi sang số 37.
23/08/2012, Harper xuất hiện lần đầu tiên trong vòng 15 tháng khi gặp Atromitos trong trận đấu play-off, trận đấu kết thúc với tỉ số hòa 1-1. 22/03/2013, Newcastle thông báo Harper sẽ kết thúc hợp đồng vào cuối mùa giải 2012-13, kết thúc 20 năm phục vụ của mình cho câu lạc bộ.
12/05/2013, Harper được thay cho Elliot sau khi nhận thẻ vàng thứ hai trong trận đấu với Queens Park Rangers. Anh đã chơi 10 phút cuối rất tốt và Newcastle United đã ăn toàn khỏi nhóm xuống hạng.
19/05/2013 Harper ra sân với vị trí đội trưởng và đã thi đấu trận đấu cuối cùng của mình trong trận thua 1-0 trước Arsenal.

## Thành tích

### Câu lạc bộ[22]
| Câu lạc bộ                | Câu lạc bộ                    | Câu lạc bộ                | Liên đoàn | Liên đoàn | Cúp     | Cúp     | Cúp Liên đoàn | Cúp Liên đoàn | Châu lục | Châu lục | Tổng    | Tổng    |
| Mùa                       | Câu lạc bộ                    | Liên đoàn                 | Tham dự   | Ghi bàn   | Tham dự | Ghi bàn | Tham dự       | Ghi bàn       | Tham dự  | Ghi bàn  | Tham dự | Ghi bàn |
| Anh                       | Anh                           | Anh                       | League    | League    | FA Cup  | FA Cup  | League Cup    | League Cup    | Europe   | Europe   | Tổng    | Tổng    |
| ------------------------- | ----------------------------- | ------------------------- | --------- | --------- | ------- | ------- | ------------- | ------------- | -------- | -------- | ------- | ------- |
| 1993–94                   | Newcastle United              | Premier League            | 0         | 0         | 0       | 0       | 0             | 0             | -        | -        | 0       | 0       |
| 1994–95                   | Newcastle United              | Premier League            | 0         | 0         | 0       | 0       | 0             | 0             | 0        | 0        | 0       | 0       |
| 1995–96                   | Newcastle United              | Premier League            | 0         | 0         | 0       | 0       | 0             | 0             | -        | -        | 0       | 0       |
| 1995–96                   | Bradford City (mượn)          | Division Two              | 1         | 0         | 0       | 0       | 0             | 0             | -        | -        | 1       | 0       |
| 1996–97                   | Newcastle United              | Premier League            | 0         | 0         | 0       | 0       | 0             | 0             | 0        | 0        | 0       | 0       |
| 1996–97                   | Gateshead (mượn)              | Football Conference       | 12        | 0         | 0       | 0       | -             | -             | -        | -        | 12      | 0       |
| 1996–97                   | Stockport County (mượn)       | Division Two              | 0         | 0         | 0       | 0       | 0             | 0             | -        | -        | 0       | 0       |
| 1997–98                   | Newcastle United              | Premier League            | 0         | 0         | 0       | 0       | 0             | 0             | 0        | 0        | 0       | 0       |
| 1997–98                   | Hartlepool United (mượn)      | Division Three            | 15        | 0         | 0       | 0       | 0             | 0             | -        | -        | 15      | 0       |
| 1997–98                   | Huddersfield Town (mượn)      | Division One              | 24        | 0         | 2       | 0       | 0             | 0             | -        | -        | 26      | 0       |
| 1998–99                   | Newcastle United              | Premier League            | 8         | 0         | 2       | 0       | 0             | 0             | 0        | 0        | 10      | 0       |
| 1999–2000                 | Newcastle United              | Premier League            | 18        | 0         | 4       | 0       | 1             | 0             | 6        | 0        | 29      | 0       |
| 2000–01                   | Newcastle United              | Premier League            | 5         | 0         | 2       | 0       | 3             | 0             | -        | -        | 10      | 0       |
| 2001–02                   | Newcastle United              | Premier League            | 0         | 0         | 0       | 0       | 3             | 0             | 0        | 0        | 3       | 0       |
| 2002–03                   | Newcastle United              | Premier League            | 0         | 0         | 0       | 0       | 1             | 0             | 2        | 0        | 3       | 0       |
| 2003–04                   | Newcastle United              | Premier League            | 0         | 0         | 0       | 0       | 1             | 0             | 1        | 0        | 2       | 0       |
| 2004–05                   | Newcastle United              | Premier League            | 2         | 0         | 2       | 0       | 1             | 0             | 2        | 0        | 7       | 0       |
| 2005–06                   | Newcastle United              | Premier League            | 0         | 0         | 0       | 0       | 0             | 0             | 1        | 0        | 1       | 0       |
| 2006–07                   | Newcastle United              | Premier League            | 18        | 0         | 0       | 0       | 2             | 0             | 5        | 0        | 25      | 0       |
| 2007–08                   | Newcastle United              | Premier League            | 21        | 0         | 0       | 0       | 0             | 0             | -        | -        | 21      | 0       |
| 2008–09                   | Newcastle United              | Premier League            | 16        | 0         | 0       | 0       | 0             | 0             | -        | -        | 16      | 0       |
| 2009–10                   | Newcastle United              | Championship              | 45        | 0         | 0       | 0       | 0             | 0             | -        | -        | 45      | 0       |
| 2010–11                   | Newcastle United              | Premier League            | 18        | 0         | 0       | 0       | 0             | 0             | -        | -        | 18      | 0       |
| 2011–12                   | Newcastle United              | Premier League            | 0         | 0         | 0       | 0       | 0             | 0             | -        | -        | 0       | 0       |
| 2011–12                   | Brighton & Hove Albion (mượn) | Championship              | 5         | 0         | 0       | 0       | 0             | 0             | -        | -        | 5       | 0       |
| 2012–13                   | Newcastle United              | Premier League            | 6         | 0         | 0       | 0       | 0             | 0             | 3        | 0        | 9       | 0       |
| Tổng với Newcastle United | Tổng với Newcastle United     | Tổng với Newcastle United | 157       | 0         | 10      | 0       | 12            | 0             | 20       | 0        | 199     | 0       |
| Tổng                      | Tổng                          | Tổng                      | 214       | 0         | 12      | 0       | 12            | 0             | 20       | 0        | 258     | 0       |

- Số liệu được thống kê vào lúc 18:50, ngày 19 tháng 5 năm 2013.